# Pirámide de Teti

Plano.

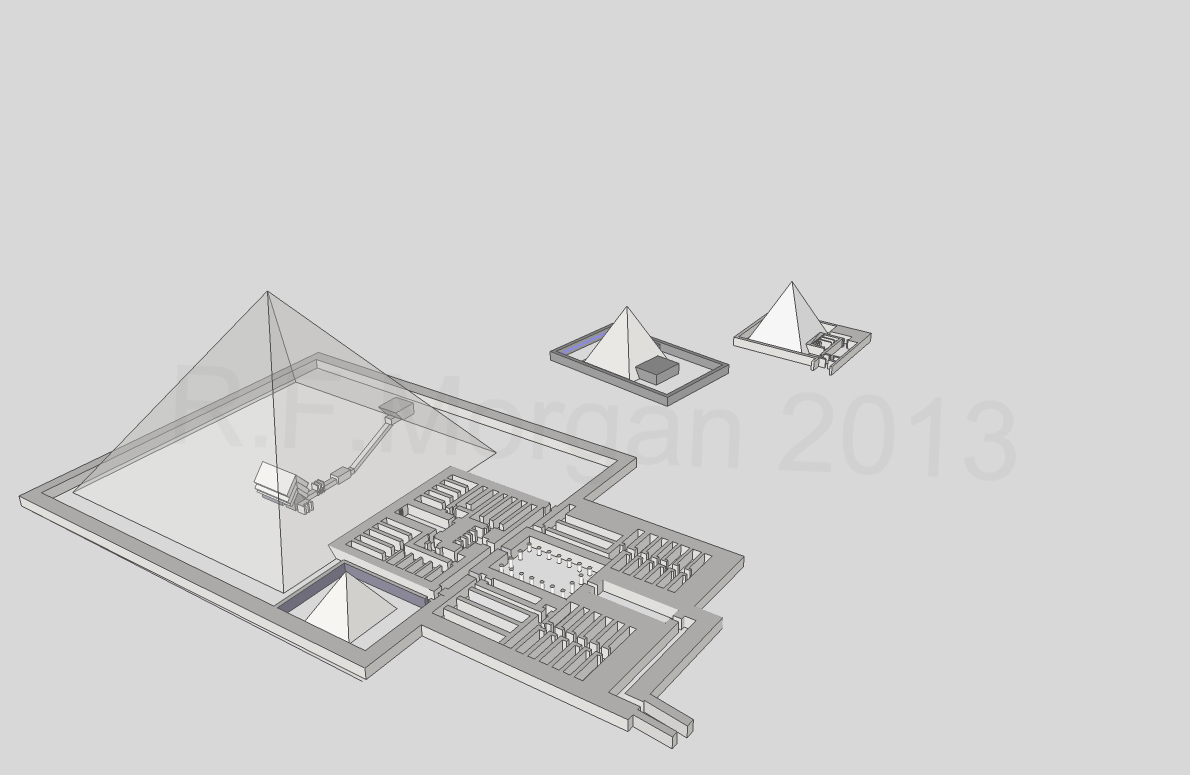
Esquema de la pirámide.

El complejo de la Pirámide de Teti se encuentra en el campo de las pirámides en Saqqara, en Egipto. La conservación por encima del suelo es muy mala, y en la actualidad se asemeja a una pequeña colina. Sin embargo, por debajo del suelo, tanto las cámaras  como los corredores están muy bien conservados.

## Elementos subterráneos
Se accede a la pirámide a través de un pasadizo que desciende en un abrupto ángulo de aproximadamente 60°. Por razones de seguridad, en la actualidad, en el suelo del pasadizo hay una tablero de madera con listones de metal para ayudar a los turistas a mantener el equilibrio. Después de descender unos 15 metros, los visitantes caminan en dirección sur por debajo de la pirámide durante otros 20 metros para llegar a las cámaras interiores. La altura de estos pasadizos es de aproximadamente un metro y medio, y son similares en tamaño, forma, y preservación a los de la Pirámide de Kefrén.
Este pasadizo termina en una sala con dos almacenes, la antecámara, y la cámara funeraria, de unos 3 metros de anchura y de 4 metros de altura. En el techo los bloques de piedra están desplazados debido a terremotos. En las paredes este y oeste de la cámara funeraria fueron grabados, por segunda vez, los Textos de las Pirámides. Algunos de los textos están dibujados sin llegar a ser grabados, y el sarcófago de basalto reposa sobre unos groseros soportes de roca que no se terminaron de retirar. En el techo,  estrellas celestes muestran una cuadrícula de la plantilla usada para dibujarlas y que tenía que haber desaparecido en el momento del acabado definitivo. Todos estos trabajos inacabados son indicios de que el faraón fue asesinado y enterrado antes de tiempo.

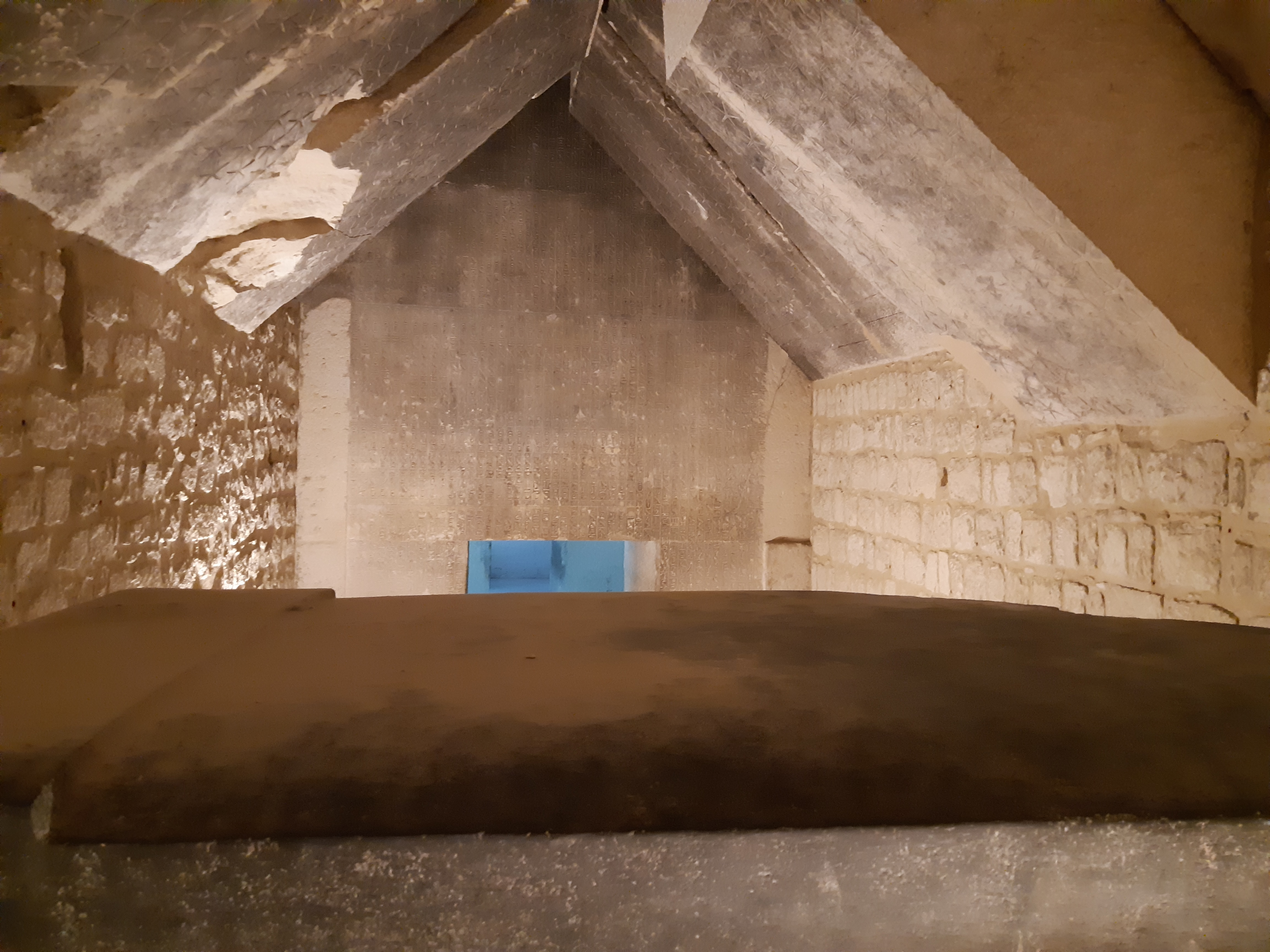
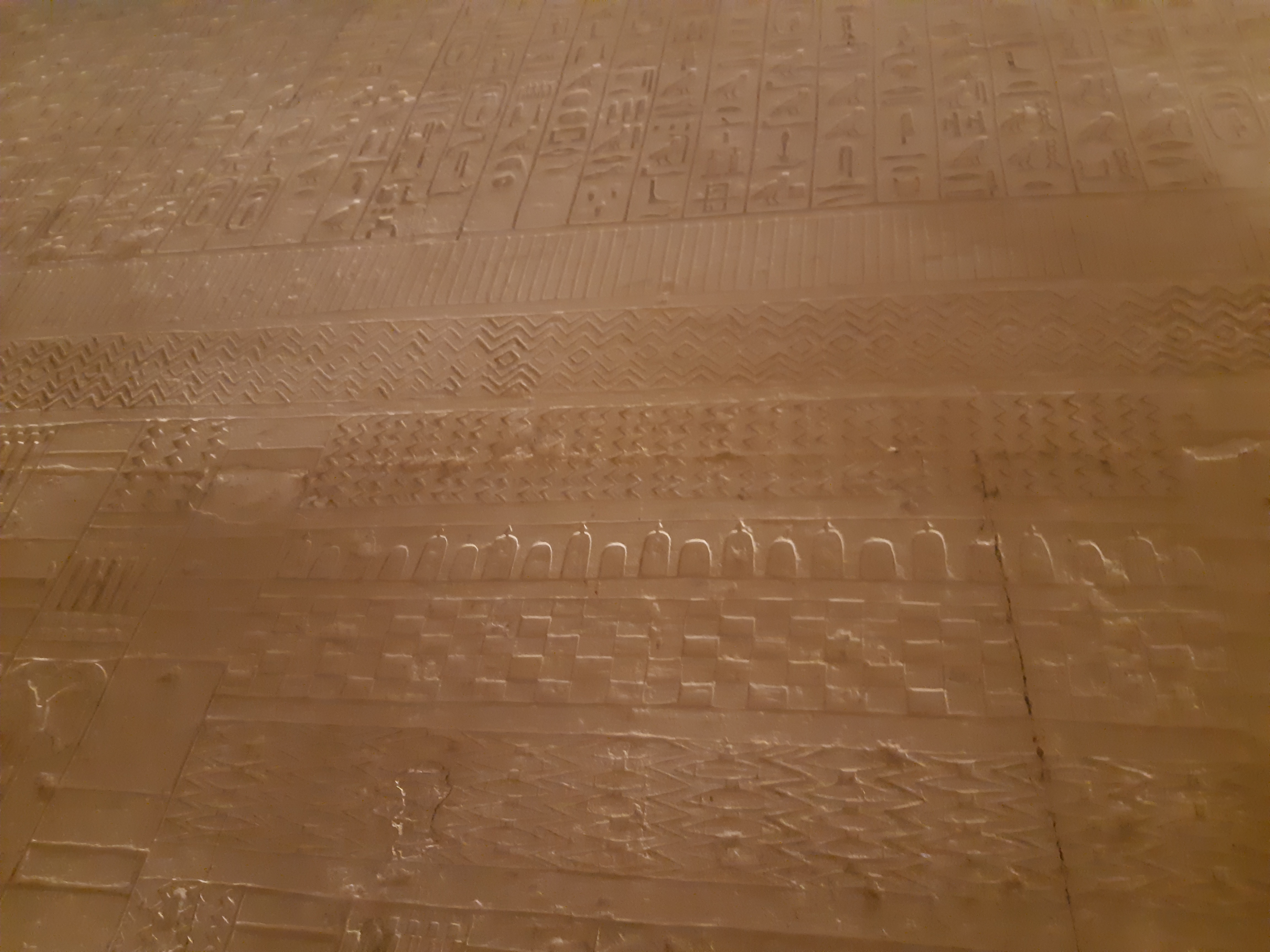
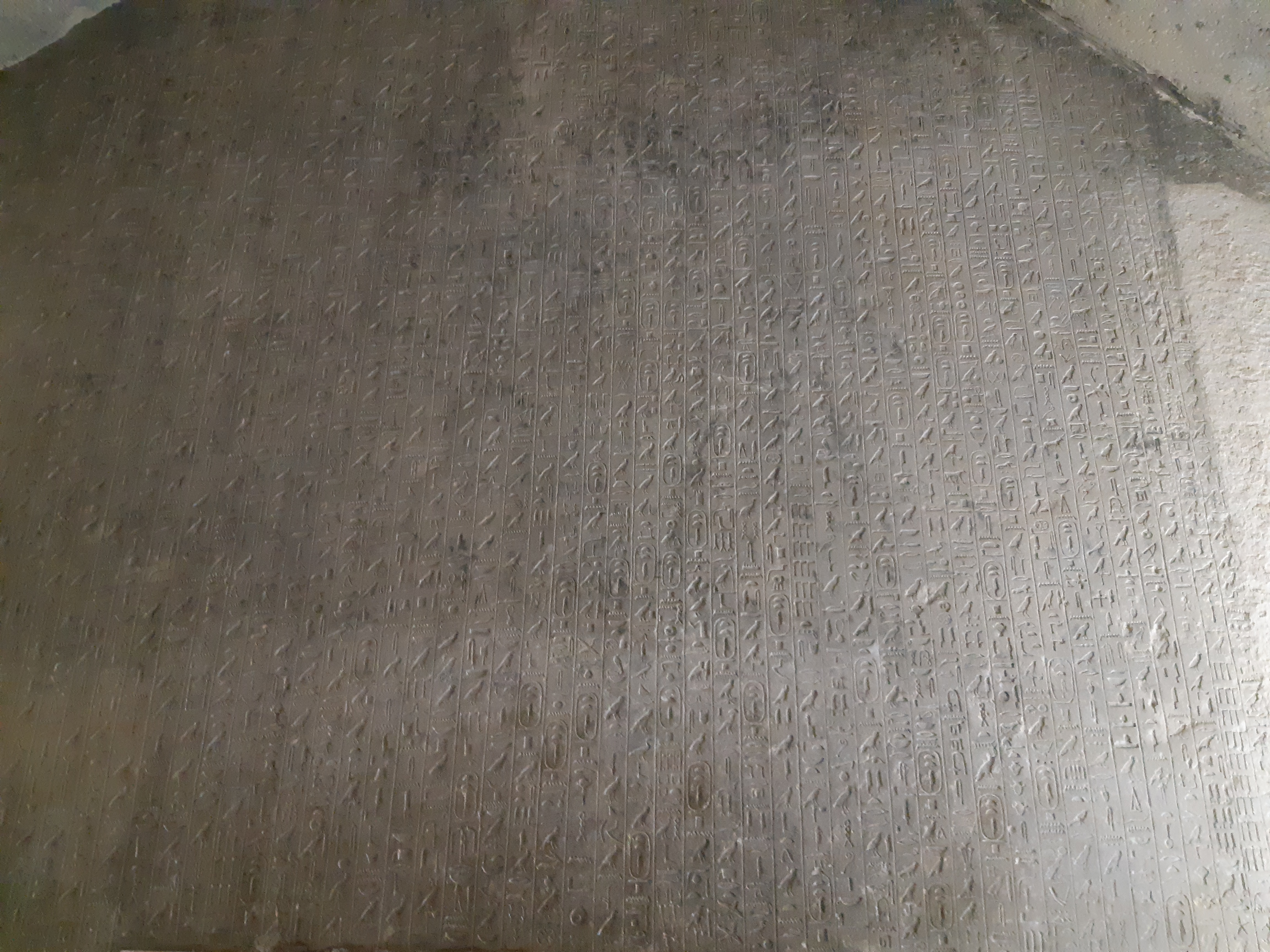
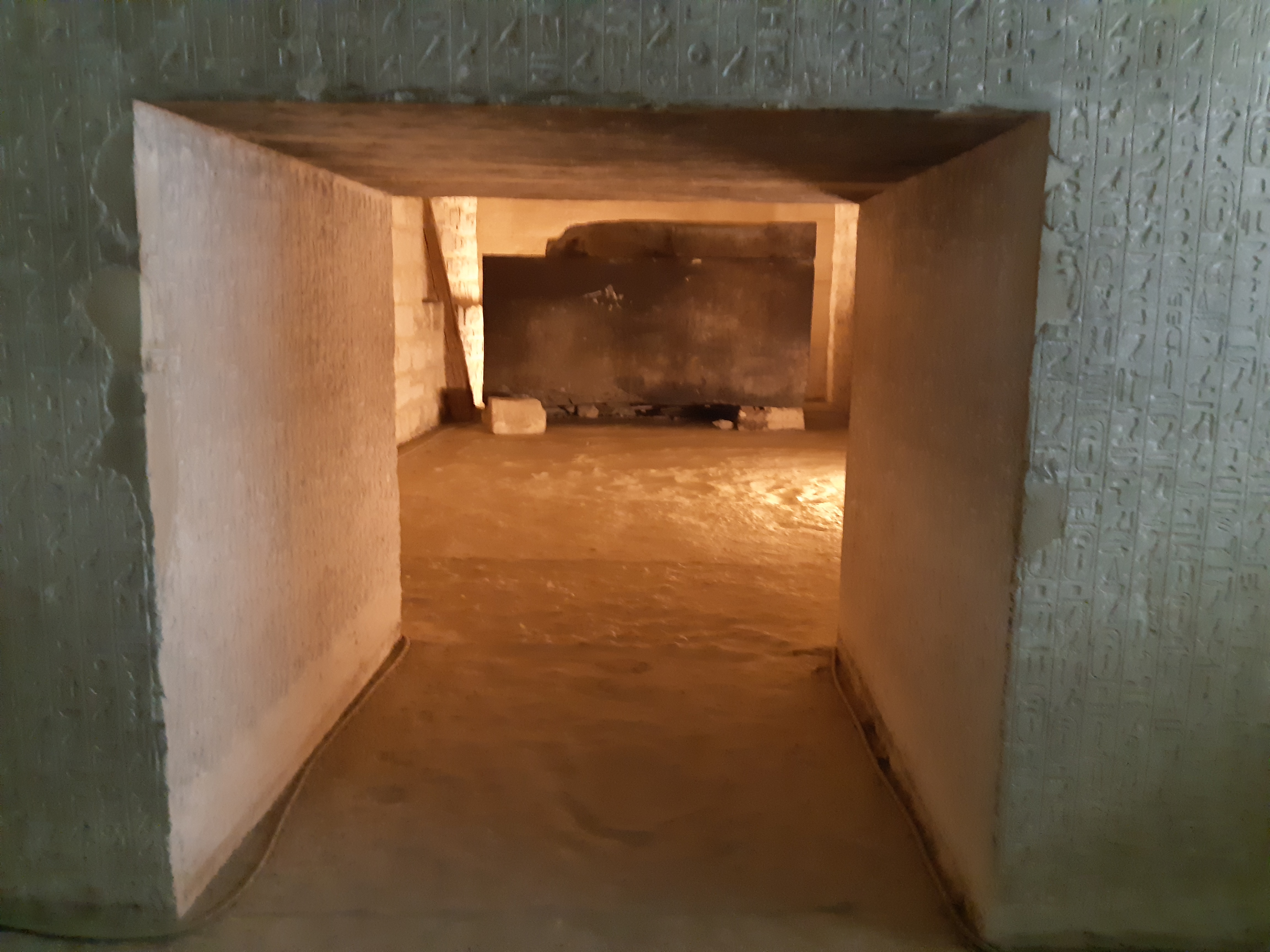
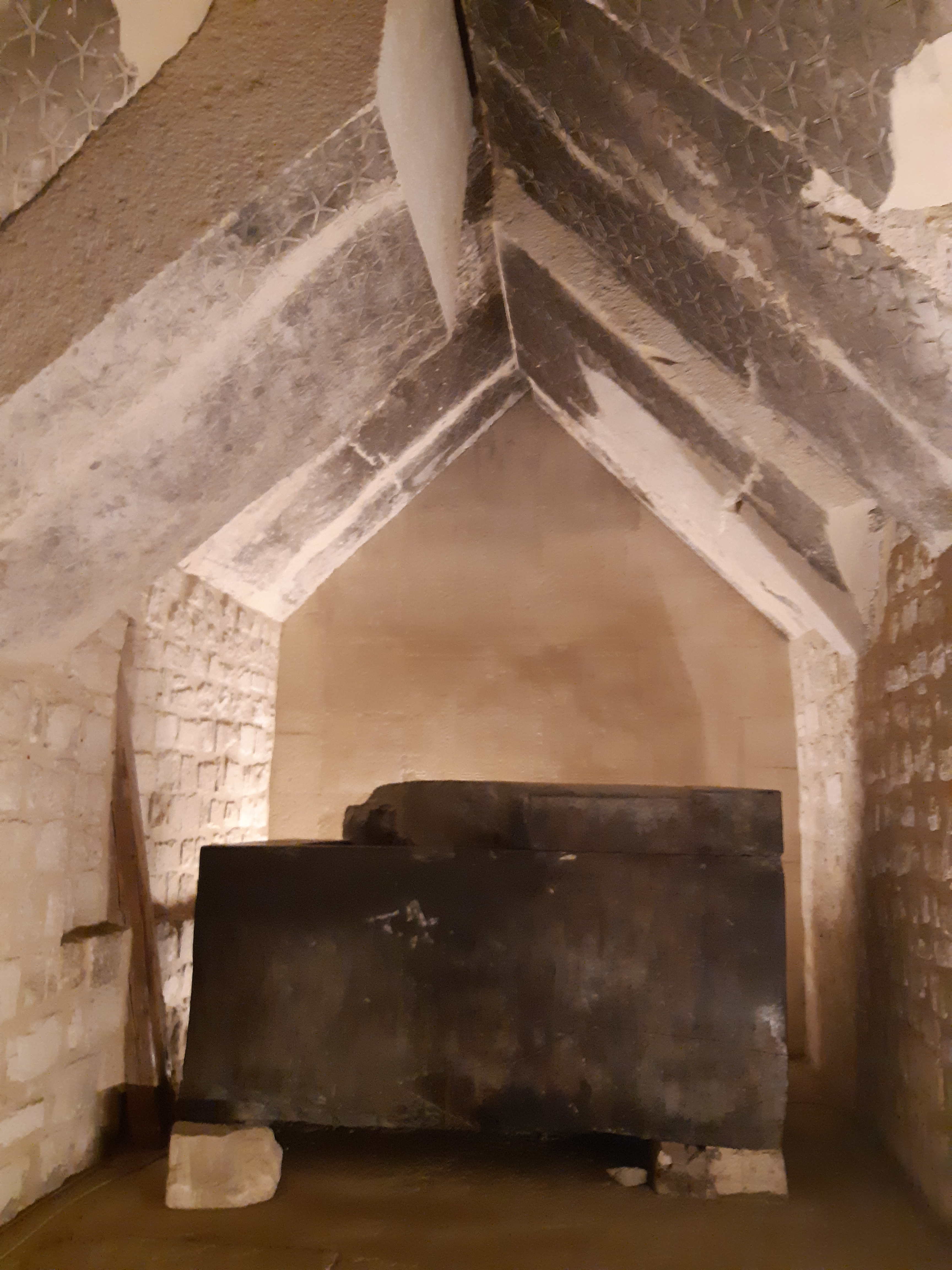